# Joseph Murray
Joseph Edward Murray, ameriški plastični kirurg in akademik, nobelovec, * 1. april 1919, Milford, Massachusetts, Združene države Amerike, † 26. november 2012, Boston.
Znan je kot kirurg, ki je opravil prvo uspešno presaditev ledvice, 23. decembra 1954 med dvojčkoma Ronaldom in Richardom Herrickom. Za odkritja na področju presajanja organov in celic za zdravljenje bolezni je leta 1990 z zdravnikom E. Donnallom Thomasom prejel Nobelovo nagrado za fiziologijo ali medicino.

## Življenjepis
Rodil se je v mestecu Milford v Massachusettsu očetu sodniku in materi učiteljici. V srednji šoli se je ukvarjal s športom, hkrati pa se je navdušil nad naravoslovjem, vendar je bil razpon njegovih zanimanj širok, tako da je po srednji šoli vpisal študij filozofije in anglistike na katoliškem kolidžu Holy Cross v Worcestru in ga zaključil leta 1940 z diplomo iz humanistike. Šele po tem se je posvetil študiju medicine na Harvardu. V tem času je spoznal svojo bodočo ženo Virginio »Bobby« Link, s katero je imel šest otrok.
Po krajšem pripravniškem obdobju v bolnišnici Petra Benta Brighama je bil vpoklican in poslan kot vojaški zdravnik v splošno bolnišnico Valley Forge v Pensilvaniji, kjer je skrbel za ranjence, ki so se vrnili z bojišč druge svetovne vojne. Pogosto je šlo za opečence, ki jim je presajal kožo, običajno z drugih delov telesa, v nekaterih primerih pa tudi z mrtvih darovalcev. Takrat je začel razmišljati o mehanizmih zavračanja vsadkov. Po odsluženem vojaškem roku tri leta kasneje se je vrnil na Brigham da bi dokončal pripravništvo, po njem pa ga je bolnišnica leta 1954 zaposlila kot splošnega in plastičnega kirurga.

### Delo na področju presajanja organov
Njegova bolnišnica je bila takrat aktivno raziskovalno središče na področju presajanja ledvic, pod vodstvom kirurgov Davida Humea in Charlesa Hufnagla, ki sta eksperimentirala s psi. Murrayja je področje zanimalo, zato je izkoristil priložnost in prevzel Humeovo mesto, ko je bil ta vpoklican v vojsko med korejsko vojno. Začel se je aktivno ukvarjati s problemom zavračanja vsadkov, za katerega je Peter Medawar nedolgo prej dokazal, da gre za imunski pojav. Murray je poskušal zavreti imunski odziv tako, da je obseval bolnike, a ni dosegel uspeha, saj je sevanje ustavilo nastajanje levkocitov v kostnem mozgu, to pa je vodilo v smrtonosne okužbe pri bolnikih. Po drugi strani je s poskusi presajanja ledvic umrlih darovalcev izpopolnil kirurško tehniko. Obdobje je bilo težavno, saj so zaradi neuspehov člani njegove ekipe že obupovali, o smiselnosti tega početja pa so odkrito dvomili tudi njegovi kolegi, vendar je Murray ostal odločen.
Konec leta 1954 pa so v bolnišnico na dializo sprejeli Richarda Herricka s kroničnim nefritisom. Murray je izvedel, da ima brata, enojajčnega dvojčka Ronalda in pomislil, da bi utegnila presaditev med genetsko identičnima človekoma uspeti. S poskusnim presajanjem kože je potrdil imunsko kompatibilnost med njima, hkrati pa je, kot globoko veren katolik, sprožil široko razpravo o etičnosti takega posega med zdravniškimi kolegi, pravniki, politiki in verskimi voditelji. Pridobil je tudi poseben odlok sodišča, ki je odobrilo poseg. Del javnosti je kljub temu burno reagiral in obtožil njegovo ekipo, da se igrajo Frankensteine. Operacija 23. decembra 1954 je uspela in velja danes za prvo uspešno presaditev ledvice na svetu. Richard Herrick se je kasneje poročil z eno od negovalk, imel z njo dva otroka in umrl osem let kasneje, ko se mu je bolezen ponovila na presajeni ledvici. Murray je po tistem opravil še več uspešnih presaditev med enojajčnimi dvojčki, postopek med nesorodnimi pari darovalcev in prejemnikov pa je ostal problematičen.
Naslednji preboj so dosegli konec 1950. let, ko se je oddelku pridružil Roy Calne, ki je eksperimentiral z merkaptopurinom, ki sta ga kot učinkovino za zdravljenje levkemije razvila Gertrude B. Elion in George Hitchings. Izkazalo se je, da deluje kot imunosupresiv, ki bistveno izboljša možnost preživetja poskusnih živali s presajenimi ledvicami. Njegov derivat azatioprin so prvič uspešno preskusili na ljudeh leta 1963 in v dveh letih izboljšali preživetje pacientov z ledvicami nesorodnih darovalcev na 65 %. To je sprožilo nesluten razmah presajanja organov širom po svetu. Murray se je posvetil tudi drugim praktičnim in etičnim vprašanjem tega postopka; tako je med drugim sodeloval v ekipi s Harvarda pri razvoju protokola za določitev možganske smrti.

### Vrnitev v plastično kirurgijo in zadnja leta
Leta 1971 je zapustil program presajanj in se vrnil na svoje matično področje, plastično kirurgijo. Do leta 1986 je deloval kot predstojnik programa plastične kirurgije na Brighamu (medtem preimenovanem v Brigham and Women’s
hospital), kjer se je ukvarjal predvsem z odpravo prirojenih obraznih hib pri otrocih. Velja za enega od pionirjev kraniofacialne rekonstrukcije. Med 1972 in 1985 je bil tudi predstojnik programa plastične kirurgije v bostonski pediatrični bolnišnici.
Vse življenje se je aktivno ukvarjal s športom, predvsem alpinizmom in tenisom. Tudi po upokojitvi je ostal aktiven kot predavatelj, poleg tega pa se je med drugim posvetil pisanju in leta 2001 izdal avtobiografijo z naslovom Surgery of the Soul (Kirurgija duha). Poletja sta z ženo preživljala na otoku Martha's Vineyard pred obalo Cape Coda. Na dan zahvalnosti leta 2012 je na svojem domu v Wellesleyju doživel kap in umrl kmalu po tistem v isti bolnišnici, v kateri je izvedel prelomno presaditev.

## Priznanja
Za preboj na področju presaditev ledvic je leta 1990 z E. Donnallom Thomasom, ki je razvil tehniko presajanja kostnega mozga, prejel Nobelovo nagrado za fiziologijo ali medicino. Denarni del nagrade je Murray podaril Medicinski fakulteti Univerze Harvard, bolnišnici Brigham in bostonski pediatrični bolnišnici.
Poleg tega je bil izvoljen za člana Nacionalne akademije znanosti ZDA in Papeške akademije znanosti.